# Niutao
Niutao (auch Nuitao, alte Namen: Gran Cocal, Speiden Island, Loper´s Island, Smut-Face Island, Lynx Island) ist eine kleine, bewohnte Insel im Südpazifik, die geografisch zum Archipel der Ellice-Inseln und politisch zum Inselstaat Tuvalu gehört.

## Geographie
Niutao ist ein gehobenes Atoll von ungefähr ovaler Form im Norden der Ellis-Gruppe, 2,6 km lang und 1,2 km breit, das sich nur wenige Meter über die Meeresoberfläche erhebt. Die Gesamtfläche beträgt 2,53 km². Nach der tektonischen Hebung hat sich ein neues Saumriff gebildet. Als Überrest der einstigen Lagune ist ein flacher, polyhaliner Brackwassersee im Nordwesten der Insel verblieben, der keine oberirdische Verbindung zum Ozean hat. Offenbar erfolgt aber ein Wasseraustausch durch den porösen Kalkstein, denn die Oberfläche hebt und senkt sich mit der Tide.  Die Lagune wird heute von einem Fahrdamm überspannt, um die Kokosplantagen im nördlichen Bereich zu erschließen.

### Wetter und Klima
Nach der Klassifikation des Klimas von Köppen und Geiger gehört Niutao zur tropischen Klimazone Af. Das Klima in Äquatornähe ist ausgeglichen, tropisch heiß und feucht. Die durchschnittlichen Höchsttemperaturen liegen bei 28 bis 30 °C, die mittlere Regenmenge im Jahr liegt bei 3200 mm. Der Regen fällt, wie in den Tropen üblich, meist in kurzen, heftigen Schauern. Im (südlichen) Winter zwischen April und Oktober sind die Temperaturen und die Niederschläge etwas geringer.
Gelegentlich wird Niutao von Zyklonen heimgesucht. Die vorläufig letzten, die Schäden an Wohnhäusern und in den Plantagen anrichteten, waren die Zyklone „Nina“ Anfang Januar 1993 und „Pam“ im Februar 2015. Nachfolgende Zyklone hatten keinen direkten Landkontakt.

### Flora
Die Flora von Niutao entspricht nicht mehr der ursprünglichen. Außerhalb der besiedelten Areale dominieren heute Kokospalmen-Plantagen, durchsetzt mit Pandanus. Das Ufer der Lagune ist dicht besetzt mit Mangroven.

## Geschichte

### Vorgeschichte
Der Legende nach wurde Niutao von Samoa aus besiedelt. Zwei Männer mit Namen Afoa und Tefoa kamen über Nauru zur Insel Niutao und heirateten zwei dort lebende Frauen mit Namen Fifala und Falafalaloloa. Fifala gebar einen Jungen und Falafalaloloa Siamesische Zwillinge, den Jungen Tefoilagi und das Mädchen Kulu, die am Rücken verwachsen waren. Tefoa, der Vater der Zwillinge, beschwor den Ozean mit magischer Kraft, der eine riesige Welle aussandte, die die Zwillinge erfasste und voneinander trennte. Kulu wurde Oberhäuptling von Niutao und Tefoilagi Oberhäuptling der 120 km westlich gelegenen Insel Nanumanga. Tefoilagi heiratete eine Halbgöttin von Samoa, die einen Sohn mit Namen Papaoatua gebar. Als er erwachsen war, sandte ihn sein Vater nach Niutao, um die Insel von seiner Tante zu erobern. Doch nachdem Papaoatua sich über seine Abstammungslinie legitimiert hatte, übertrug Kulu ihm freiwillig die Herrschaft, ohne dass es zu einem Krieg kam. Seitdem herrschten seine Nachkommen, die alle den Namen Papaoatua trugen, über Niutao. Der Überlieferung nach soll es 15 Herrschergenerationen dieses Namens gegeben haben.:8 f.
Die nördlichen Inseln des Tuvalu-Archipels wurden tatsächlich von Samoa oder Tonga aus besiedelt, insoweit dürfte die Legende auf einem wahren Kern beruhen. Der Zeitpunkt der Initialbesiedlung ist unklar. Nach genealogischer Rückrechnung nimmt man für das nördlich gelegene Nanumea-Atoll an, es sei im 14. Jahrhundert besiedelt worden. Auf Niutao entwickelte sich eine stratifizierte Stammesgesellschaft unter Führung eines Häuptlings (aliki), die sich auf Großfamilien (pologa) stützte, die jeweils auf eine besondere Fähigkeit oder ein Handwerk spezialisiert waren, zum Beispiel Fischerei, Kanubau, Gesang und Tanz usw. Die Kenntnisse waren tapu und wurden jeweils vom Vater zum Sohn mündlich weitergegeben. Um die Bevölkerung der kleinen Insel mit ihren begrenzten Ressourcen zu regulieren, durften nur das erste männliche und das erste weibliche Kind überleben. Nachgeborene Kinder wurden erdrückt oder ausgesetzt, bis sie starben (tama-kumi).
Nach der mündlichen Überlieferung soll es im 15. Jahrhundert, während der Regierungszeit von Papaoatua VII., zwei Invasionen von Kriegern aus Tonga gegeben haben und im späten 16. Jahrhundert eine weitere. Sie konnten jedoch abgewehrt werden. Im 17. Jahrhundert versuchte eine Gruppe von Kriegern der Gilbertinseln Niutao zu erobern, doch die Invasoren waren nicht erfolgreich, sie wurden allesamt getötet.:12 Im späten 17. Jahrhundert kam es zu einem Bürgerkrieg zwischen konkurrierenden Großfamilien auf Niutao. Die Mitglieder des unterlegenen Clans wurden vertrieben und ließen sich auf Nanumea nieder.
In der ersten Hälfte des 19. Jahrhunderts erreichten europäische Händler und Abenteurer Niutao und tauschten Kopra, Schalen der Perlmuschel und Kunsthandwerk gegen europäische Güter ein, zum Beispiel Metallwerkzeuge, die den Insulanern unbekannt waren, aber auch gegen Alkohol. Die Tatsache, dass die Insulaner ihre Häuptlinge betrunken sahen, führte zur Abnahme des Respekts und zum Niedergang ihrer Macht. Dazu trug auch die Ankunft der Missionare der London Missionary Society (LMS)  bei, die 1870 eintrafen.

### Entdeckungsgeschichte
Möglicherweise wurde Niutao bereits am 16. Januar 1568 von dem Seefahrer Alvaro de Mendaña de Neyra für Europa entdeckt, der sie „Isla de Jesus“ taufte.:179. Die Insel war bewohnt und bei der Ankunft des spanischen Schiffes legten sieben vollbesetzte Kanus ab. Mendana konnte wegen einsetzender Dunkelheit und schlechten Wetters keine Boote aussetzen, sodass er die Isla de Jesus nicht betrat. Es kam zu keiner näheren Kontaktaufnahme. Nach anderen Meinungen könnte Mendanas Neuentdeckung allerdings die Insel Nui, Niulakita oder Vaitupu:237 gewesen sein.
Der Spanische Seefahrer Francisco Antonio Mourelle de la Rúa (1750 – 1820) hat Niutao am 5. Mai 1781 für Europa entdeckt. Er betrat die Insel jedoch nicht, sondern sein Schiff La Princesa blieb außerhalb des Korallenriffes, als sich mehrere Kanus mit Insulanern näherten, die der Besatzung Kokosnüsse schenkten. Mourelle nannte die Insel daraufhin „El Gran Cocal“.
Am 19. November 1825 sichtete der US-amerikanische Kapitän Obed Starbuck (1797 – 1882) aus Nantucket von Aranuka kommend eine Insel auf der Position in 6° 07′ Süd und 177° 40′ Ost, die er jedoch nicht betrat. Er taufte sie „Loper's Island“, nach seinem Walfangschiff Loper. Die von Starbuck ermittelten Koordinaten liegen fast 40 Kilometer östlich von Niutao. Da es in der Nähe keine andere Insel gibt, dürfte Starbucks Entdeckung die Insel Niutao gewesen sein, obwohl das Logbuch der Loper keine eindeutige Zuordnung zulässt. Mit der Zeit erschien Loper's Island auf einigen Karten unter der falschen Position 177° 40′ West (statt 177° 40′ Ost), in einem leeren Seegebiet halbwegs zwischen Tuvalu und der Phönix-Gruppe. Der Fehler hatte zur Folge, dass Loper's Island nicht mehr gefunden und zeitweilig als nicht existent betrachtet wurde.
Im Jahr 1836 erreichte ein anderer Walfänger aus Nantucket, Kapitän William Plaskett, mit seinem Schiff Independence II die Insel Niutao. Da ihm die mit Holzkohle schwarz gefärbten Gesichter der Krieger auffielen, nannte er sie „Smut-Face Island“.:102 Weitere alte Namen für Niutao sind „Speiden Island“ und „Lynx Island“.
Am Abend des 23. März 1841 passierten die Schiffe der United States Exploring Expedition in einiger Entfernung eine kleine Insel, die Charles Wilkes „Speiden Island“ nannte, nach einem Offizier der USS Peacock. Die Expeditionsmitglieder betraten Niutao nicht, es kam auch zu keinem Kontakt mit den Bewohnern.
Im Mai 1865 nahm die London Missionary Society (LMS) ihre Missionstätigkeit in Tuvalu auf. Die LMS charterte ein deutsches Handelsschiff, das im Südpazifik operierte, um Missionare auf die Inseln der Ellice-Gruppe zu bringen. An Bord waren Elekana, Diakon einer kongregationalistischen Kirche in Manihiki (Cookinseln), und zwei samoanische Theologieabsolventen mit ihren Frauen sowie der schottische Missionar Archibald Wright Murray (1811–1892). 1866 kam das Schiff auch zur Insel Niutao, zunächst wurden aber keine Missionare dort stationiert. 1869 erwarb die LMS die Bark John Williams III und beorderte sie in den Pazifik. Das Schiff brachte 1870 zwei eingeborene Prediger von Niue mit Namen Tabu und Sione Paea nach Niutao. Die samoanischen Missionare importierten ihren eigenen Lebensstil und erließen Regeln, die oft im Gegensatz zu den gelebten Traditionen der Insulaner standen. Sie wurden die neuen administrativen und religiösen Autoritäten auf Niutao und die Verehrung von Kulu, der vergöttlichen ersten Siedlerin, schwand. Die Missionare lehrten die samoanische Sprache, um die Insulaner zu befähigen, die Bibel zu lesen und verdrängten damit allmählich den örtlichen Dialekt.
Am 20. Juli 1871 landete John Moresby mit dem segel- und dampfgetriebenen Sloop HMS Basilisk auf einer Insel, die er als Hudson Island bezeichnete.

„On the 20th we communicated with Hudson Island, in latitude 6° 30', longitude 176° 40' E. The description of the foregoing island will serve equally for this; but here the fringing shore reef is composed of red coral, which looks beautiful when the receding surf allows its bright wet tints to show. The poor people, who are Christians, but go about nearly unclothed, received us very kindly—one man actually kissing me with every sign of affection. Leaving Hudson, we sailed in search of an island named Gran-cocal, the existence of which is both affirmed and denied, but could find no trace of it, though we sailed right over its alleged position.
Am 20. [Juli 1871] nahmen wir mit der Hudson-Insel auf der Breite 6° 30', Länge 176° 40' östlicher Länge Verbindung auf. Die Beschreibung der vorhergehenden Insel kann ebenso gelten; aber hier besteht das Saumriff aus roten Korallen, wunderschön anzusehen, wenn die zurückweichende Brandung ihre hellen, nassen Farbtöne zeigt. Die armen Leute, die Christen sind, aber fast unbekleidet herumlaufen, empfingen uns sehr freundlich – ein Mann küsste mich tatsächlich mit allen Zeichen der Zuneigung. Wir verließen Hudson und segelten auf der Suche nach einer Insel namens Gran-Cocal, deren Existenz sowohl bestätigt als auch geleugnet wird, konnten aber keine Spur davon finden, obwohl wir direkt über ihre angebliche Position segelten.“

Die Position, die Moresby nennt, liegt rund 80 km südwestlich von Niutao. Ob es sich bei der Hudson-Insel um Niutao handelte, die Mourelle de la Rúa Gran Cocal taufte, ist unklar.
In älteren Veröffentlichungen wird berichtet, dass die Ellice-Inseln eine „leichte Beute“ für Blackbirder gewesen seien, die die Zahl Bewohner erheblich reduziert hätten. Das trifft nur teilweise zu, denn im Gegensatz zu anderen Inseln (Nanumea oder Nukulaelae) fanden Blackbirder unter den Einwohnern von Niutao offenbar keine Opfer. Zwar vermerkt der Missionar Murray, die Insulaner hätten ihm erzählt, dass ein sogenanntes „labour vessel“, eine Bark aus Australien, Niutao erreicht und einige Eingeborene an Bord genommen habe, ein auf der Insel als Kopraaufkäufer lebender Schotte habe jedoch eine Entführung verhindern können. Das Schiff musste erfolglos wieder abfahren.
Der Schriftsteller Robert Louis Stevenson war im April 1890 in Sydney auf der Suche nach einem Schiff, das in den zentralen Pazifik fuhr. Er und seine Frau Fanny Vandegrift Stevenson sowie Stevensons Stiefsohn Lloyd Osbourne schifften sich auf der Janet Nicoll ein, einem Dampfschiff der Firma Henderson und Macfarlane aus Auckland, die im gesamten Pazifik verkehrte. Vom 29. Mai bis 2. Juni 1890 ankerte die Janet Nicoll vor Niutao, um Kopra aufzunehmen. Fanny Stevenson schrieb ein Tagebuch über diese Reise, in dem sie die Insel „Nitau“ nannte. Es wurde später unter dem Titel: „The Cruise of the Janet Nichol among the South Sea Islands – A Diary“, veröffentlicht.
Von Mai bis August 1892 fuhr das britische Kriegsschiff HMS Royalist unter dem Kommando von Kapitän (später Admiral) Edward Davis von Fidschi, dem Hauptquartier der Western Pacific High Commission, zu den Gilbert-, Ellice- und Marshallinseln. Davis hatte den Auftrag, das britische Protektorat über die Gilbertinseln auszurufen und sollte die Möglichkeit dazu für die Ellice-Gruppe ausloten. Am Morgen des 28. Juli 1892 erreichte die Royalist Niutao, blieb aber nur wenige Stunden. In seinem Bericht an die britische Admiralität schrieb Davis:

„It is eleven years since a Man-of-War visited this Island. The King said he wished the British Flag hoisted. I told him I would try to obtain this request.
Es ist elf Jahre her, seit ein Kriegsschiff diese Insel besucht hat. Der König sagte, er wünsche sich, dass die britische Flagge gehisst wird. Ich sagte ihm, ich würde versuchen, diese Bitte durchzusetzen.“

Als Davis nach Fidschi zurückkehrte, wurde sehr schnell das britische Protektorat für die Ellice-Inseln, darunter auch Niutao, beschlossen. Innerhalb kurzer Zeit wurde die HMS Curacoa unter Kapitän Herbert Gibson dorthin geschickt, um die Pläne umzusetzen. Gibson nahm mit dem Häuptling und den Missionaren auf Niutao Verbindung auf und kam sehr schnell zu einer Vereinbarung:

„I explained to the King the object of my visit was to declare a British Protectorate. He expressed his willingness to the act, and summoned a meeting of the people in the official House. I there told the people that I had come to declare a British Protectorate, and after a considerable amount of palaver, I asked if they were agreeable to it, and on their replying in the affirmative, I read the act declaring the Protectorate and gave a copy to the King, after which we adjourned to the beach, hoisted a Union Jack, and the ship saluted with 21 guns.
Ich erklärte dem König, der Zweck meines Besuchs sei die Ausrufung eines britischen Protektorats. Er drückte seine Bereitschaft dazu aus und berief eine Zusammenkunft des Volkes in dem Versammlungshaus ein. Dort sagte ich den Leuten, dass ich gekommen sei, um das britische Protektorat zu erklären, und nach einem beträchtlichen Quantum an Palaver fragte ich, ob sie damit einverstanden seien, und als sie bejahten, las ich das Gesetz zur Erklärung des Protektorats vor und gab eine Kopie dem König, woraufhin wir uns zum Strand begaben, den Union Jack hissten und das Schiff mit 21 Kanonenschüssen salutierte.“

Ab 1892 war Niutao britisches Protektorat. Bis 1978 gehörte die Insel zur britischen Kolonie Gilbert- und Elliceinseln (Gilbert and Ellice Islands Colony).
Während des Pazifikkrieges war das Seegebiet um Niutao Schauplatz eines der folgenreichsten Unglücke der US Navy. Am 25. Januar 1944 gerieten 22 Kampfflugzeuge des Typs Vought F4U „Corsair“, auf einem Überführungsflug von Tarawa nach Nanumea in der Nähe von Niutao in einen schweren Sturm und stürzten ab. 16 Besatzungsmitglieder konnten von einem Catalina-Flugboot und dem Zerstörer USS Hobby (DD-610) gerettet werden, nachdem sie drei Tage in Rettungsflößen auf dem Ozean verbracht hatten. Sechs Piloten blieben vermisst.:140

## Verwaltung und Infrastruktur
Niutao gehört heute zu Tuvalu. Zusammen mit Niulakita bildet Niutao einen der acht Verwaltungsbezirke (Falekaupule) des Inselstaates (siehe Niutao (Bezirk)). Nach dem letzten Zensus von 2017 hat Niutao 582 Einwohner. Bei der Zählung von 2012 hatte Niutao noch 694 Einwohner. Die kleine und abgelegene Insel leidet unter einem stetigen Bevölkerungsschwund durch Abwanderung, insbesondere der jüngeren Bewohner. Die Menschen leben in zwei Gemeinden: Kulia im Westen und dem kleineren Teava südöstlich davon, die jedoch so zusammengewachsen sind, dass sie als eine Siedlungsfläche erscheinen.
Eine Schotterstraße umrundet die Insel. Einen Flugplatz und Hafenanlagen gibt es nicht, eine feste Bootsrampe ist jedoch in der Planung (Stand 2021). Strom wird in einem rund 2000 m² großen Solarpark im Westen der Insel erzeugt. Schon seit 1918 verfügt Niutao über eine eigene Poststation.
Die Bewohner der kleinen Insel leben überwiegend von der Subsistenzwirtschaft und der Kopra-Erzeugung. In Pflanzgruben, die die Ghyben-Herzberg-Linse anschneiden, wird Taro in einigen Varianten angebaut. Wichtigste Nahrungspflanze ist der Sumpf-Taro (Cyrtosperma merkusii). Eine weitere, bedeutende Lebensgrundlage ist die Fischerei. Außerdem werden Hühner und Schweine als Nahrungstiere gehalten, früher auch Hunde und Ratten. Kopra wird für den Export erzeugt. Das unregelmäßig verkehrende Versorgungsschiff Nivaga III liefert die nicht auf der Insel produzierten Waren an und nimmt auch Passagiere mit, die jedoch vor dem Riff ausgebootet werden.
Auf der Insel gibt es eine Grundschule, die Uepele Primary School, weiterführende Bildungseinrichtungen fehlen. Für die Erst- und Notversorgung hat Niutao eine kleine Krankenstation (Medical Health Center). Die Kirche gehört zur Christlichen Kirche von Tuvalu einer lokalen, kongregationalistischen Religionsgemeinschaft.
Eine touristische Infrastruktur ist kaum vorhanden. Hotels und Restaurants gibt es nicht, die seltenen Touristen sind meist Tagestouristen, die mit der Nivaga III ankommen. Ansonsten sind Besucher auf Privatquartiere angewiesen.